# Cidade imperial livre de Aquisgrano
A Cidade Imperial Livre de Aquisgrano foi uma cidade imperial livre e spa do Sacro Império Romano Germânico, situada a oeste de Colónia e ao sudeste dos Países Baixos, no Círculo de Baixa Renânia-Westfália. Coisas como as peregrinações, a coroação do Sacro Imperador Romano Germânico, as indústrias florescente e as mordomias conferidas por vários imperadores fazem dela uma das cidades de mercado mais prósperas do Sacro Império Romano Germânico.